# Perungulam
Perungulam è una suddivisione dell'India, classificata come town panchayat, di 6.451 abitanti, situata nel distretto di Thoothukudi, nello stato federato del Tamil Nadu. In base al numero di abitanti la città rientra nella classe V (da 5.000 a 9.999 persone).

## Geografia fisica
La città è situata a 08° 38' 53 N e 77° 59' 57 E.

## Società

### Evoluzione demografica
Al censimento del 2001 la popolazione di Perungulam assommava a 6.451 persone, delle quali 3.139 maschi e 3.312 femmine. I bambini di età inferiore o uguale ai sei anni assommavano a 775, dei quali 389 maschi e 386 femmine. Infine, coloro che erano in grado di saper almeno leggere e scrivere erano 4.985, dei quali 2.530 maschi e 2.455 femmine.